# سیارک ۷۶۶۹
سیارک ۷۶۶۹ (به انگلیسی: 7669 Malse، نامگذاری:1995PB) هفت هزار و ششصد و شصت و نهمین سیارک کشف شده‌است که در ۴ اوت ۱۹۹۵ کشف شد.
قدر مطلق سیارک برابر ۱۳٫۸۰ است.